# Ghaleb Moussa Abdalla Bader
Ghaleb Moussa Abdalla Bader (* 22. Juli 1951 in Khirbeh) ist ein jordanischer römisch-katholischer Geistlicher, Erzbischof und Diplomat des Heiligen Stuhls.

## Leben
Ghaleb Moussa Abdalla Bader empfing am 13. Juni 1975 die Priesterweihe.
Papst Benedikt XVI. ernannte ihn am 24. Mai 2008 zum Erzbischof von Algier. Der Patriarch von Jerusalem, Fouad Twal, spendete ihm am 17. Juli desselben Jahres die Bischofsweihe; Mitkonsekratoren waren Henri Teissier, Alterzbischof von Algier, und Michel Sabbah, emeritierter Patriarch von Jerusalem. Als Wahlspruch wählte er Confirma fratres tuos.
Am 23. Mai 2015 wurde Bader von Papst Franziskus zum Titularerzbischof von Mathara in Numidia und zum Apostolischen Nuntius in Pakistan ernannt. Am 24. August 2017 ernannte ihn Papst Franziskus zum Apostolischen Nuntius in der Dominikanischen Republik und zum Apostolischen Delegaten in Puerto Rico.
Papst Franziskus nahm am 15. Februar 2023 das vorzeitige Rücktrittsgesuch Baders an.